# Liste der diplomatischen Vertretungen in Nordmazedonien

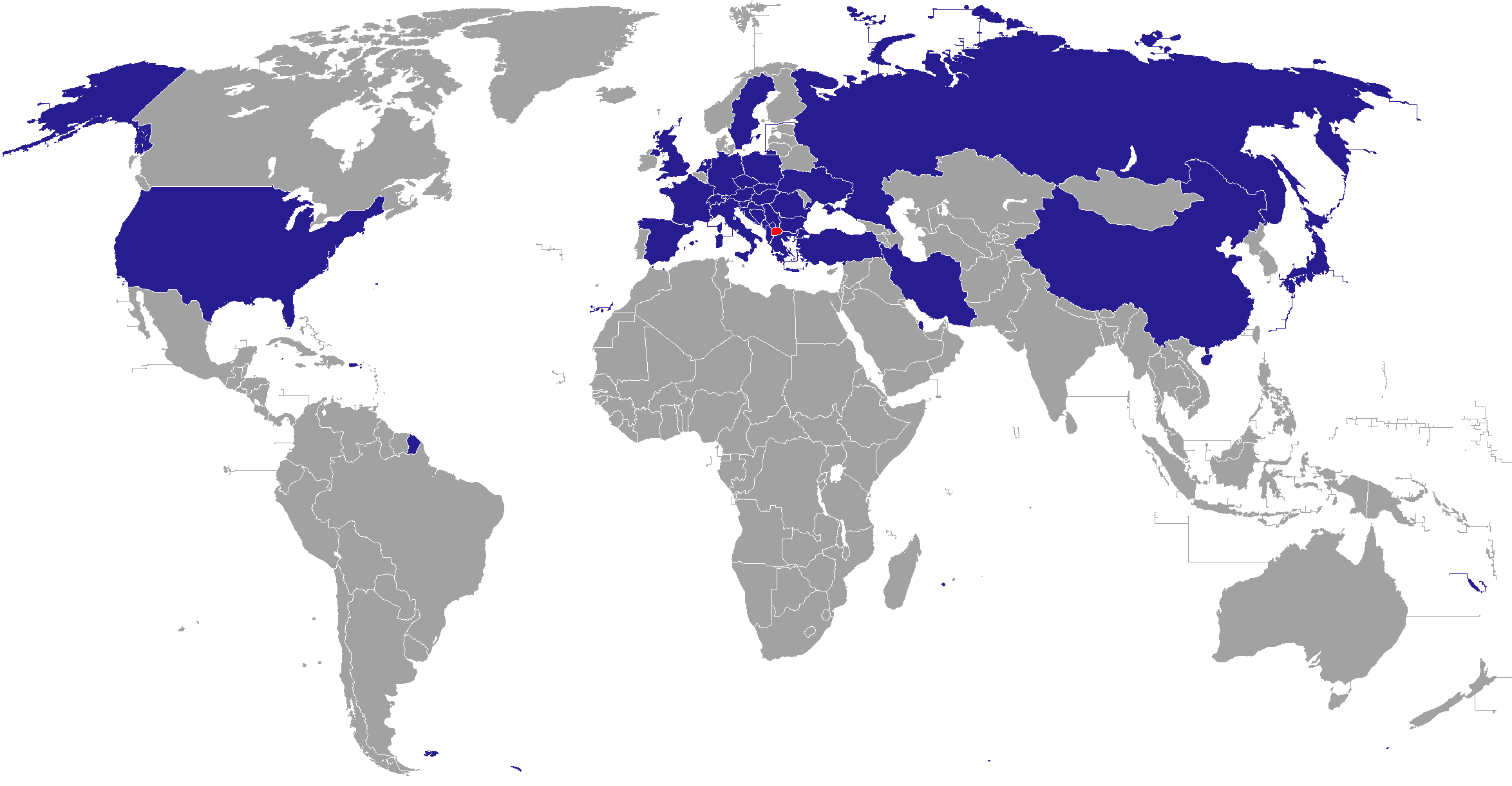
Staaten mit einer Botschaft in Nordmazedonien

Die Liste der diplomatischen Vertretungen in Nordmazedonien führt Botschaften auf, die im europäischen Staat Nordmazedonien eingerichtet sind.

## Botschaften in Skopje
In Nordmazedoniens Hauptstadt Skopje sind 32 Botschaften eingerichtet (Stand 2019).

### Staaten
| - Albanien: Botschaft - Bosnien und Herzegowina: Botschaft - Brasilien: Botschaft - Bulgarien: Botschaft - Deutschland: Botschaft - Frankreich: Botschaft - Griechenland: Botschaft - Iran: Botschaft - Italien: Botschaft - Japan: Botschaft - Kosovo: Botschaft - Katar: Botschaft - Kroatien: Botschaft - Montenegro: Botschaft - Niederlande: Botschaft - Österreich: Botschaft | - Polen: Botschaft - Rumänien: Botschaft - Russland: Botschaft - Schweden: Botschaft - Schweiz: Botschaft - Serbien: Botschaft - Slowakei: Botschaft - Slowenien: Botschaft - Spanien: Botschaft - Tschechien: Botschaft - Türkei: Botschaft - Ukraine: Botschaft - Ungarn: Botschaft - Vereinigtes Königreich: Botschaft - Vereinigte Staaten: Botschaft - Volksrepublik China: Botschaft |

### Vertretungen Internationaler Organisationen
- Europäische Union, Vertretung
- Malteserorden, Vertretung
- NATO, Vertretung